# أندرو راسيل
أندرو راسيل (بالإنجليزية: Andrew Russell)‏ (30 مارس 1993 باسكتلندا في المملكة المتحدة - ) هو لاعب كرة قدم بريطاني في مركز الهجوم. لعب مع نادي ستيرلينغشير الشرقية وBathgate Thistle F.C. ‏ وبيرويك راينجرز ونادي كاودينبيث لكرة القدم ونادي ليفينغستون لكرة القدم.

## وصلات خارجية
- أندرو راسيل على موقع قاعدة بيانات كرة القدم.إي يو (الإنجليزية)
- أندرو راسيل على موقع Soccerbase.com (لاعب) (الإنجليزية)
- أندرو راسيل على موقع Soccerway.com (الإنجليزية)